# Idioma worimi
El idioma worimi (también escrito Warrimay), o Gadjang (también escrito Kattang, Kutthung, Gadhang, Gadang, Gathang) es un idioma aborigen australiano. Es el idioma tradicional del pueblo Worimi, cuyos descendientes ahora hablan inglés. Se ha comenzado a trabajar en revivir el idioma con un diccionario y un curso TAFE en Gathang.

## Clasificación

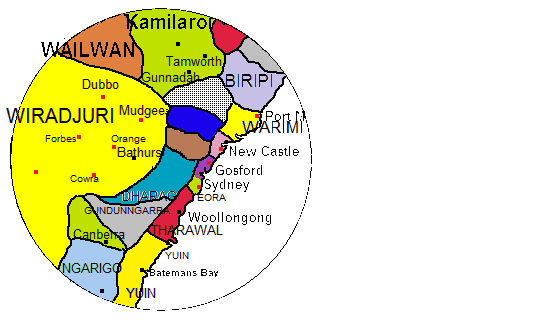
Tierras tradicionales de tribus aborígenes australianas alrededor de Sydney, Nueva Gales del Sur.

Worimi está más estrechamente relacionado con el idioma awabakal, en el grupo Yuin-kuric de pama-nyungan.
Bowern (2011) considera que Gadjang, Worimi y Birrpayi son idiomas separados.

## Fonología

### Vocales
|         | Anterior  | Posterior |
| ------- | --------- | --------- |
| Cerrada | ɪ iː i ii | ʊ uː u uu |
| Abierta | ə aː a aa | ə aː a aa |

There is also the diphthong "ay", pronounced [aj].

### Consonantes
|                 | Bilabial | Velar | Dental | Palatal | Alveolar |
| --------------- | -------- | ----- | ------ | ------- | -------- |
| Oclusiva sorda  | p        | k k   | t̪ th   | c tj    | t t      |
| Oclusiva sonora | b b      | g g   | d̪ dh   | ɟ dj    | d d      |
| Nasal           | m        | ŋ ng  | n̪ nh   | ɲ ny/yn | n        |
| Lateral         |          |       |        |         | l        |
| Aproximante     | w        | w     |        | j y     | ɹ~ɾ r    |
| Vibrante        |          |       |        |         | ɾ~r rr   |

Dentro de la ortografía, se escriben oclusivas sordas y sonoras, las palabras comienzan solo con oclusivas sonoras y solo las oclusivas sonoras pueden ocurrir en grupos de consonantes o sufijos Hay cierta inconsistencia en la ortografía en la elección de la oclusión intervocálica, el diccionario/gramática escrito por Amanda Lissarrague prescribe oclusivas sordas intervocálicas, pero esto se viola muchas veces, como en magu - hacha. Los fonemas /p/ y /b/ pueden contrastar, como gaparr - bebé, niño y gabarr - cabeza. Esto no está claro.
Hay alguna evidencia de una fusión de las oclusivas dentales y palatinas/nasales, con variación libre existente en muchas palabras, como djinggarr~dhinggarr - plateado, gris.
Al final de una palabra, también se puede pronunciar una nasal como su parada correspondiente. (Ej. bakan~bakat - roca).
Intervocalmente, "b" se puede pronunciar como [v].